# 카를 리프크네히트

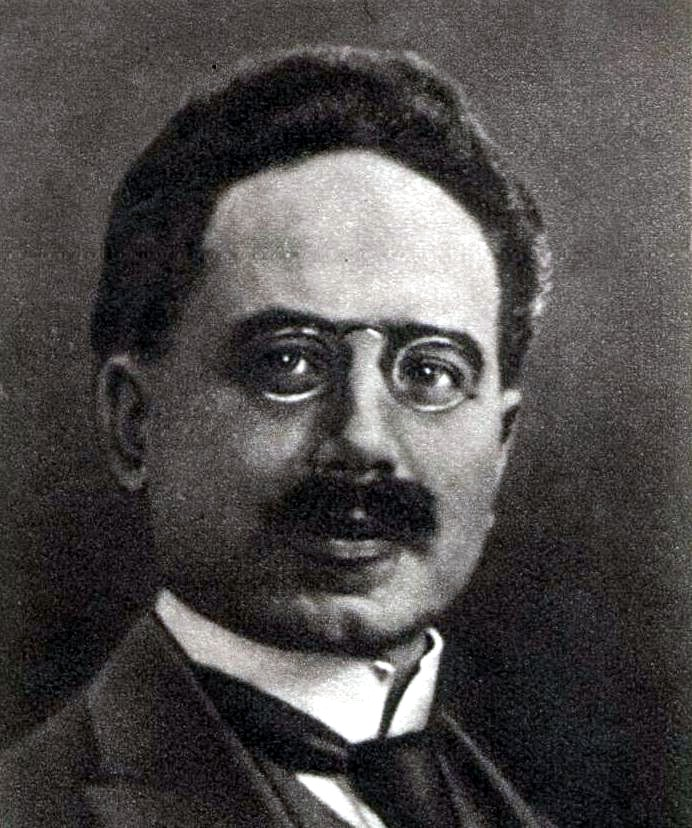
카를 리프크네히트

카를 리프크네히트(Karl Liebknecht, 1871년 8월 13일 ~ 1919년 1월 15일)는 독일의 공산주의자, 혁명가, 사상가이다. 1900년부터 독일 사회민주당 당원이었으며 1912년부터 1916년까지 국가의회 원내의 대의원으로 당내 혁명적 좌익세력을 대표했다. 리프크네히트는 반전주의자로 1916년 독일 정당들 간의 전시 협의에 반대함으로써 의원단에서 제명되었다. 그는 1907년 반전 팜플렛 제작과 1916년 반전 시위의 주도자로 두 번 투옥되었다.
제1차 세계 대전 막바지에 독일에서 11월 혁명이 발생하면서, 리프크네히트는 1918년 11월 9일 베를린성에서 "자유 사회주의 공화국"을 선포하였다. 이어 11월 11일에는 로자 룩셈부르크(Rosa Luxemburg), 클라라 체트킨(Clara Zetkin), 프란츠 메링(Franz Mehring) 등과 함께 베를린에서 스파르타쿠스 연맹을 설립하였다. 그러나 독일에 소비에트 공화국을 세우려는 그의 시도는 국가노병평의회(Reichsrätekongress) 다수의 반대로 실패하였다.
1918년 말 리프크네히트는 독일 공산당 창당에 참여하였다. 그러나 리프크네히트는 1919년 1월 그가 주도한 스파르타쿠스 봉기가 진압되면서 자유군단에 억류되어 로자 룩셈부르크와 함께 피살되었다. 그의 죽음과 직접 연관된 두 명의 인물이 기소되었으나 재판을 받은 사람은 없었다.